# Cry-токсины
Cry-токсины (от crystal toxins; δ-эндотоксины, BT-токсины) —  белковые токсины, продуцируемые бактерией Bacillus thuringiensis.

## Разнообразие и специфичность
Bacillus thuringiensis — широко распространённая аэробная грам-положительная бактерия, способная к спорообразованию. В ходе споруляции этот микроорганизм формирует кристаллические включения, образованные специфическими для данного вида белковыми токсинами (т. н. Cry-белками). Кристаллы имеют бипирамидальную, кубическую или округлую форму и расположены в спорангии на противоположном по отношению к споре конце клетки. В настоящее время известно более 60 подвидов Bacillus thuringiensis, каждый из которых продуцирует токсины, обладающие энтомоцидным эффектом по отношению к разным группам класса Insecta (Насекомые). Известны токсины, с высокой специфичностью убивающие отдельных представителей отрядов Lepidoptera (Чешуекрылые) (семейства Cry1 и Cry9), Coleoptera (Жесткокрылые) (семейство Cry3) и Diptera (Двукрылые) (семейства Cry4 и Cry11) на стадии личинки. Эндотоксины Cry2 обладают двойной специфичностью — для Lepidoptera и Diptera.

## Структура

Схематическое изображение молекулы истинного токсина Cry1Aa

Большинство энтомоцидных белков имеют молекулярную массу 130—145 kDa (представители семейств Cry1, Cry4, Cry9 и др.). Попадая в кишечник насекомых, они подвергаются действию присутствующих там протеиназ, образуя устойчивые к дальнейшему протеолизу фрагменты по 60-70 kDa — так называемые «истинные токсины». Для этих белков показана чётко выраженная доменная структура. С-концевой район достаточно консервативен среди разных классов энтомоцидных белков. При протеолизе он легко деградирует путём отщепления небольших фрагментов с молекулярной массой 15-35 kDa, в свою очередь быстро подвергающихся дальнейшему гидролизу. N-концевой район (соответствующий «истинному токсину») относительно устойчив к протеолизу и гораздо более вариабелен у разных белков, нежели С-концевой район. Таким образом, исходные 130—145 kDa белки представляют собой протоксины, нуждающиеся в активации протеиназами кишечного сока насекомых.
Группа токсинов, к которой принадлежат представители семейств Cry2, Cry3, Cry10 и Cry11, включает в себя белки с молекулярной массой 60-70 kDa. По первичной структуре они напоминают N-концевые участки («истинные токсины») 130—145 kDa белков.
Несмотря на то, что идентичность этих белков по аминокислотной последовательности составляет лишь около 30 %, их третичные структуры сходны. Cry-токсины — глобулярные белки, образованные тремя хорошо различимыми доменами. Домен I имеет полностью α-спиральную структуру. Домен II состоит из трёх антипараллельных β- слоёв и двух коротких α- спиралей. Домен III представляет собой β-сэндвич из двух антипараллельных β-слоёв.

## Механизм действия
При попадании в кишечник насекомого белковый кристалл растворяется в щелочной среде кишечного сока (рН 9.5-10.5); растворённые протоксины активируются протеолитическими трипсино- и химотрипсиноподобными ферментами кишечника насекомых до «истинных токсинов». Таким образом, белки кристаллов являются протоксинами, для их перехода в токсичную форму необходимо воздействие пищеварительного сока животного — хозяина. Следующей стадией токсического воздействия является связывание «истинного токсина» с аффинным к нему белком (рецептором), экспонированным на поверхности апикальных мембран эпителиальных клеток кишечника. На этом этапе связывание токсина с рецептором является обратимым. Связывание с рецептором вызывает существенные конформационные изменения в молекуле токсина, после которых альфа-спирали его N-концевого домена образуют в клеточной мембране пору или ионный канал, что приводит к гибели клеток от потери гомеостаза. После разрушения кишечного эпителия бактериальные клетки попадают в богатую питательным веществами гемолимфу насекомого, где и размножаются.

## Практическое применение
Cry-токсины широко применяются в сельском хозяйстве в качестве инсектицидов. С 1940-1950-х годов применяется распыление спор бактерии Bacillus thuringiensis, продуцирующей в том числе данные токсины. В настоящее время иногда считается альтернативой синтетическим инсектицидам.
Создаются и выращиваются с 1995 года генетически модифицированные сорта культурных растений, синтезирующие Cry-токсины в собственных тканях — главным образом кукуруза, хлопок и картофель.
Большое количество штаммов данного микроорганизма депонировано во Всероссийской коллекции промышленных микроорганизмов (ВКПМ) ГосНИИ Генетики и селекции промышленных микроорганизмов (ГосНИИ Генетика).